# Kamimuria zonata
Kamimuria zonata és una espècie d'insecte pertanyent a la família dels pèrlids que es troba a Àsia: Indoxina (el Vietnam).